# La Raza (métro de Mexico)
La Raza est une station de correspondance entre les lignes 3 et 5 du métro de Mexico. Elle se situe au nord de Mexico, dans la délégation Gustavo A. Madero.

## La station
Son nom vient du Monument de La Raza, un ensemble architectural en forme de pyramide préhispanique commémorant les cultures qui ont émergé dans le pays avant la conquête espagnole. La silhouette de ce monument est le symbole de la station.
La station La Raza est à la fois souterraine et en surface. Elle relie les lignes qu'elle dessert à travers un tunnel qui, avec ses 600 mètres, forme une des correspondances les plus longues au monde.